# Toxorhina (Toxorhina) brevirama
Toxorhina (Toxorhina) brevirama is een tweevleugelige uit de familie steltmuggen (Limoniidae). De soort komt voor in het Oriëntaals gebied.